# 良元村
良元村（りょうげんむら）は、兵庫県武庫郡にあった村。現在の宝塚市のうち武庫川の右岸にあたる。

## 地理
- 山岳：樫ヶ峰、行者山、譲葉山、岩倉山
- 河川：武庫川

## 歴史
- 1889年（明治22年）4月1日 - 町村制の施行により、武庫郡小林村、伊孑志村、蔵人村、鹿塩村の区域をもって発足。
- 1915年（大正4年） - 大字伊孑志に形成された温泉街に宝塚の新大字を起立して5大字となる。
- 1954年（昭和29年）4月1日 - 川辺郡宝塚町と合併して宝塚市が発足。同日良元村廃止。

最後の村長は兵庫県、ひいては近畿地方で最初の女性村長として知られた岡田幾（俳号：指月）であった。

## 経済

### 産業
農業
『大日本篤農家名鑑』によれば良元村の篤農家は「一室辰蔵、友金繁蔵、木本熊蔵、石井幸吉、岩田作左衛門」などがいた。

## 交通

### 鉄道路線
- 京阪神急行電鉄（現・阪急電鉄）
  - 今津線
    - 仁川駅 - 小林駅 - 逆瀬川駅 - 宝塚南口駅

### 道路
- 主要地方道16号神戸宝塚線

## 名所・旧跡・観光スポット・祭事・催事
- 宝塚温泉
- 伊和志津神社
- 宝塚神社
- 宝塚ゴルフ倶楽部
- 阪神競馬場

## 出身・ゆかりのある人物
- 八馬駒雄（西宮酒精社長[3]、多聞土地代表[3]） - 西宮肥料米穀社長八馬永蔵の五男。良元村小林字ハクサリで果樹園を経営した[4]。